# Albus Dumbledore
'Albus Percival Wulfric Brian Dumbledore es un personaje de la saga de Harry Potter, creado por la escritora británica J. K. Rowling. 
El personaje, presentado como el mago más poderoso de toda la saga y comparable a antagonistas tales como Grindelwald o lord Voldemort, es también el más moral de todos: su lema consiste en la afirmación de que «el amor es la magia más importante y poderosa del mundo».
Aunque parece un anciano paternal, sabio y protector, en realidad el personaje tiene un plan ideado a lo largo de veinte años para destruir al tenebroso lord Voldemort —ambos personajes tienen un breve enfrentamiento en el libro Harry Potter y la Orden del Fénix—. Es, durante gran parte de la historia, el director de Hogwarts y el creador de la Orden del Fénix.
Rowling anunció que el personaje nació en 1881 y que es hijo de Percival y Kendra Dumbledore. Sus hermanos son Aberforth (1884) —que aparece en Harry Potter y las reliquias de la Muerte— y Ariana (1885), la cual enfermó a los seis años por culpa de tres niños muggles que la atacaron por verla hacer magia y no poder repetirlo. Debido a este incidente, su padre les atacó y fue enviado a la prisión de Azkaban de por vida, mientras que el resto de la familia se trasladó al Valle de Godric para iniciar una nueva vida y donde escondieron a Ariana en casa para que no fuera enviada al hospital mágico de San Mungo.
En su primer curso en Hogwarts, Albus trabó amistad con Elphias Doge —el cual, nada más llegar, fue objeto de burla por haberse contagiado de viruela de dragón—. Albus fue señalado como el alumno más brillante que había estudiado en el colegio, donde ganó todos los premios que se ofrecían y llegó a ser Prefecto. El mago, que tuvo buena relación con los magos más famosos del momento y publicó sus investigaciones en Transformación actual, Desafíos en hechizos o El pocionista práctico, perteneció a la casa de Gryffindor —todo esto se revela en Harry Potter y la piedra filosofal, cuando Hermione conoce a sus dos amigos en el tren—. Tres años después, su hermano pequeño Aberforth entró en Hogwarts y no se relacionó con él, pues no tenía ni su inteligencia ni el poder mágico de su hermano mayor —como curiosidad respecto a esto, cuando Harry y sus amigos se examinan de sus TIMOs en Harry Potter y la Orden del Fénix, la examinadora Griselda Marchbanks ensalzó a Dumbledore como un mago al que vio hacer «cosas con la varita que jamás había visto».
Tras finalizar sus estudios en Hogwarts planeó, junto a su amigo Elphias Doge, hacer el tradicional viaje de fin de estudios, pero el día anterior a partir, su hermana Ariana acabó, sin querer, con la vida de su madre, Kendra Dumbledore.

## Vida y Mentiras de Albus Dumbledore

#### 1981
Albus Dumbledore aparece en Privet Drive la tarde después de la desaparición de Voldemort. Su apariencia es muy diferente del resto de los habitantes de ese pequeño suburbio, con su larga capa morada y una barba tan larga que puede sujetar con el cinturón.
Dumbledore usa un desiluminador, llamado en el primer libro apagador (aparato mágico parecido a un encendedor) para apagar todas las luces en Privet Drive, entonces se sienta con Minerva McGonagall, que le había estado esperando. Él le explica los eventos de la noche anterior: que Voldemort había asesinado a los padres de Harry Potter, y tras intentar asesinar a Harry sin éxito se desvaneció. Aunque nadie sabe por qué Harry sobrevivió. 
Dumbledore lo ha organizado todo para llevar a Harry a Privet Drive para que pueda quedarse con los Dursley que son los únicos familiares de Harry. Dumbledore cree que a Harry le irá mejor creciendo en el mundo muggle, donde es un desconocido, que en el mundo de la magia donde ya es una celebridad.
El profesor Dumbledore es conocido en el colegio por ser un mago brillante y excéntrico. Cuando las «pocas palabras» que desea pronunciar durante la fiesta de apertura son «Papanatas, Llorones, Baratijas, Pellizco», Harry le pregunta a Percy si no será que el profesor está un poco loco.
Sin embargo, una vez que todo el mundo ha comido, el Profesor Dumbledore hace los anuncios de comienzo de trimestre. Informa a los estudiantes de que está prohibido internarse en el bosque del colegio y que no se puede entrar en el ala este del tercer piso a no ser que se quiera morir de forma dolorosa.
Durante las vacaciones de Navidad el profesor Dumbledore le pregunta a Harry sobre sus repetidas visitas para ver el Espejo de Oesed, le explica que el espejo no muestra ni conocimiento ni verdad, sino que solo muestra los deseos más profundos del corazón de una persona, una visión que ha vuelto locos a algunos hombres. El profesor Dumbledore le dice a Harry que el espejo será llevado a otro sitio dentro de poco tiempo y que no debería ir a buscarlo.
La noche que Harry, Ron y Hermione intentan salvar la Piedra Filosofal, el profesor Dumbledore recibe una lechuza urgente que parece haber venido del Ministerio de Magia y se va del colegio. Se da cuenta al llegar a Londres de que el mensaje era falso, y vuelve a Hogwarts justo a tiempo de aparecer en la cámara subterránea y salvar a Harry.
Después de que Voldemort haya huido del colegio, abandonando al profesor Quirrell a su muerte, el profesor Dumbledore consulta con Nicolás Flamel, el dueño de la Piedra Filosofal. Flamel y su esposa, Perenelle, deciden destruir la Piedra, poner sus asuntos en orden y morir. Cuando Harry expresa su sorpresa ante esta decisión, el profesor Dumbledore le explica que para una mente bien organizada, la muerte es simplemente la siguiente gran aventura.
El profesor Dumbledore también responde a algunas de las preguntas de Harry sobre los acontecimientos del curso, revelando que fue él quien le regaló a Harry la Capa de Invisibilidad por Navidad y que Harry consiguió coger la Piedra Filosofal porque solo quería encontrarla pero no usarla. También le explica por qué el profesor Quirrell no podía tocar la piel de Harry sin sufrir un dolor insoportable. Sin embargo, se niega a explicarle por qué Voldemort había querido asesinar a Harry diez años antes.
Durante la fiesta de fin de curso, el profesor Dumbledore les adjudica puntos a Harry, Ron y Hermione por sus habilidades y coraje en las salas, y a Neville por su valentía, lo que acaba por hacerle ganar la Copa de las Casas a Gryffindor, para el júbilo de todos excepto para los alumnos de Slytherin.

## Dumbledore y Grindelwald

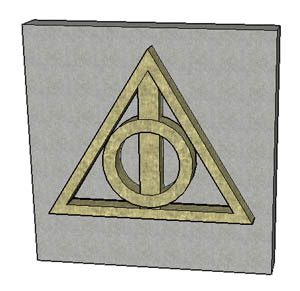
El símbolo de las reliquias de la Muerte, buscadas por Albus Dumbledore y Gellert Grindelwald.

Dado que su padre estaba preso y su madre acababa de fallecer, Albus se vio obligado a ser el cabeza de familia y cuidar de su hermana pequeña hasta que Aberforth acabara sus estudios. Entonces llegó al Valle de Godric el sobrino de la historiadora Bathilda Bagshot: Gellert Grindelwald, comparado como una especie de Hitler con poderes mágicos, y con el cual entabló rápidamente una fuerte amistad. Juntos pensaron en «mejorar» el mundo, uniendo las legendarias reliquias de la Muerte y actuar bajo el lema «por el bien de todos». Su idea era que los magos debían controlar a los muggles y si moría alguno de ellos sería «por el bien mayor». Pero una discusión entre Albus, Grindelwald y Aberforth acabó con la vida de Ariana, muerte por la que Albus se sintió culpable el resto de su vida —sin saber si fue su hechizo el que impactó en el cuerpo de su hermana—.
Grindelwald se fue del Valle de Godric para comenzar su mandato. En el funeral de Ariana, Aberforth se enfureció con Albus y le golpeó en la nariz, dándole aquella conocida fractura. Albus se sintió arrepentido en su adolescencia por todos los errores que había cometido, conociendo el poder como su tentación y debilidad, por ende, negándose varias veces al puesto de ministro de Magia. Albus regresó a Hogwarts como profesor de Transformaciones, y también ayudó a visitar jóvenes magos para informarles que irían a Hogwarts.
Años después, decepcionado por el rumbo maligno que había tomado su antiguo amigo, Albus finalmente derrotó al entonces mago tenebroso Grindelwald, quien poseía la Varita de Saúco, una de las tres reliquias de la Muerte. Según la autora, Albus sufrió mucho por este hecho, ya que, según ella misma apuntó, Dumbledore estaba enamorado de él, aunque esto nunca fue parte oficial de ninguno de los libros, ella lo reveló en entrevistas posteriores.
En el séptimo libro se descubre que él llegó a poseer las tres reliquias: la capa invisible que pertenecía a James Potter (último descendiente de los Peverell), la Piedra de la Resurrección, que tomó del anillo de los Gaunt y por último, la varita que ganó en el duelo.
En una entrevista en el Carnegie Hall, en la ciudad de Nueva York, el 19 de octubre de 2007, le preguntaron a J. K. Rowling si Albus había encontrado el «verdadero amor». Rowling respondió que consideraba que Albus era homosexual, y que se habría enamorado de Grindelwald, pero este sentimiento no fue correspondido; Grindelwald sólo utilizó lo que Dumbledore sentía por él para tener un aliado poderoso. Esta, según Rowling, fue «la gran tragedia» de Dumbledore. Sobre este particular, aunque no se dice explícitamente en el libro, Dumbledore dice que Grindelwald lo cautivó y que estaba un poco «cegado», probable muestra de enamoramiento.

## Dumbledore y Voldemort
Una de las tareas de Dumbledore como profesor de Hogwarts, fue encontrar al joven Tom Riddle en el orfanato y ofrecerle un lugar en Hogwarts. A pesar de que Albus estaba asombrado con las habilidades de Riddle, se preocupó por el hecho de que al muchacho le gustase causar dolor a otros. Más adelante, tras graduarse en Hogwarts, Riddle le pidió al director de aquella época, Armando Dippet, el puesto de un profesor, pero le fue negado, pues Albus había convencido a Dippet de no aceptar su propuesta. Años más tarde, Riddle le pidió a Albus el mismo puesto, ya que para aquella época este ya era director. Sin embargo, le fue negado de nuevo. Desde este momento, Riddle le declaró la guerra a su profesor, mientras ya había obtenido el nombre que causaría pavor en el mundo mágico: lord Voldemort.
Tomando asuntos en sus manos, Dumbledore formó la Orden del Fénix, una organización que luchaba contra mortífagos, es decir, los seguidores de Voldemort. A través de la lucha, se tuvieron terribles pérdidas, como la muerte de James y Lily Potter. Antes del asesinato de los Potter, Dumbledore le pidió la Capa de Invisibilidad a James, sospechando que era una de las reliquias de la Muerte. Después de la muerte de ambos, Albus le devolvió la capa al hijo de James, Harry Potter, en su primer año en Hogwarts.
Después de la derrota de Voldemort, este pasó a una forma fantasmagórica entre la vida y la muerte, necesitando a otros seres para vivir. Dumbledore sabía que el sacrificio de la madre de Harry lo protegería mientras estuviera cerca de un pariente sanguíneo. Por eso, dejó al huérfano Harry en la casa de sus tíos, Vernon y Petunia Dursley. Esta magia también causó que Harry no pudiera ser tocado por Voldemort, hasta que el primero cumpliera los 17 años. Voldemort recuperó su forma humana tras el asesinato de Cedric por Colagusano y el conjuro junto a la tumba de su padre, usando la sangre de su enemigo: Harry Potter.
La noche en que la familia Potter fue atacada, James Potter pidió a Lily se llevara a Harry y él lo detendría. Al liquidar al padre, Lily puso a Harry tras su cuna implorándole a Voldemort le tuviera piedad y que no lo matara, pero de nada sirvió. Gracias al sacrificio de Lily Potter, Harry no pudo ser tocado por Voldemort el primer año. En la búsqueda de los horrocruxes de Voldemort, Dumbledore descubrió que uno de ellos, el anillo de los Gaunt, era también una de las reliquias de la Muerte: la Piedra de Resurrección. Con la euforia de aquel hallazgo, Dumbledore olvidó las precauciones y, deseando ver de nuevo a sus padres y su hermana, se puso el anillo en su dedo, olvidando que el mismo era ahora un horrocrux, sufriendo la maldición que Voldemort había dispuesto para protegerlo. El director, muy malherido, acudió rápidamente a Hogwarts, donde Snape fue capaz de contener la maldición, aunque sólo temporalmente. Calculó que a Dumbledore no le quedaba más de un año de vida. Así pues, casi al final de ese curso escolar, Dumbledore fue asesinado por Severus Snape previo acuerdo entre ambos, ya que con la información que Snape obtenía de los mortífagos para ayudar a la Orden del Fénix, sabían que Voldemort le había encomendado la misión del asesinato de Dumbledore a Draco Malfoy. Dumbledore no estaba de acuerdo en manchar el alma de Draco de esa forma y a tan corta edad. De esa manera, Snape también se ganaría la confianza de Voldemort y los mortífagos, aunque a costa de que todo el movimiento en contra de Voldemort le acusara de traidor.
Entonces, decide arreglar todos los detalles que ayudarían a Harry en la búsqueda de los Horrocruxes dejando pistas sobre los mismos y sobre las reliquias de la Muerte en algunos objetos que deja como herencia a Harry, Hermione y Ron.

## Apariciones

### Primeros tres libros
En el primer capítulo del primer libro de la serie, Harry Potter y la piedra filosofal, Dumbledore llega al número 4 de Privet Drive, en Little Whinging, Surrey, y deja al bebé Harry en la puerta de los Dursley, después de que lord Voldemort fuese derrotado al tratar de matar a Harry, con una explicación en una carta. Se va con la frase final, "Buena suerte, Harry".
Cuando Harry llega a Hogwarts, Dumbledore le explica acerca del Espejo de Oesed, y dice que cuando se ve en él, se ve a sí mismo sosteniendo un par de calcetines. Sin embargo, él, como Harry, ve a toda su familia viva y unida. Él también es responsable de alguna forma de haber encantado el Espejo para que la Piedra Filosofal esté dentro, y sólo pueda ser obtenida por alguien que la desee obtener, pero sin usarla. Él es llamado al Ministerio de Magia por una carta falsa, enviada por Quirinus Quirrell, pues este quería obtener la Piedra. Harry Potter, Ron Weasley y Hermione Granger van a detenerlo. Dumbledore regresa a Hogwarts justo a tiempo para salvar a Harry, quien es atacado por Quirrell, pues este está poseído por el espectro de lord Voldemort. En la enfermería, Harry le pregunta a Dumbledore por qué Voldemort quiso matarlo de pequeño, y Dumbledore le dice que no se lo diría todavía, pero lo haría cuando Harry fuese mayor.
En Harry Potter y la cámara secreta, la Cámara de los Secretos es abierta y alumnos aparecen petrificados. La cámara había sido abierta cincuenta años atrás, y aunque Rubeus Hagrid había sido culpado por los ataques, Dumbledore siempre creyó que Tom Riddle había abierto la cámara. En este libro, cuando la cámara se abre de nuevo, Dumbledore cree que Riddle de alguna forma está involucrado en los ataques. Al preguntarle quién está detrás de los ataques, él dice: "La cuestión no es quién. La cuestión es cómo". En el resto de la novela, Lucius Malfoy hace que Dumbledore sea despedido como director. Harry encuentra el diario de Tom Riddle, y sin saber que este es el joven Voldemort, le pregunta si sabe de la Cámara de los Secretos. Mostrándole sus memorias, le enseña a Harry que Riddle fue el que acusó a Hagrid por los ataques. Harry cree que ésta es la verdad, hasta que, al final de la novela, Harry entra en la cámara y Riddle aparece, revelándole que él abrió la cámara hace cincuenta años y culpó a Hagrid, y que él, que es un fragmento de Voldemort guardado en el diario, ha sido el que abrió la cámara de nuevo. Harry destruye el diario y Riddle desaparece; rescata a Ginny Weasley, quien había sido poseída por Riddle, y nombran de nuevo director a Dumbledore.
En Harry Potter y el prisionero de Azkaban, Dumbledore se ve forzado a aceptar a dementores en Hogwarts, para cuidar a los alumnos de Sirius Black, prisionero que acaba de escapar y supuestamente un asesino. Luego de que, en un partido de Quidditch, Harry cae de su escoba, Dumbledore lo salva y expulsa a los dementores del campo. Dumbledore está presente en la ejecución de Buckbeak, el hipogrifo, pero este desaparece antes de que pueda ser ejecutado. Más tarde, Dumbledore aparece en la enfermería y le dice a Hermione y Harry que utilicen un giratiempo, para volver tres horas al pasado, para salvar a Sirius y a Buckbeak de sus injustas ejecuciones.
Es notable destacar que en la versión cinematográfica Albus Dumbledore no usara magia, pues aunque en el libro sí conjura hechizos, en las dos primeras películas era interpretado por Richard Harris, quien por su edad no podía hacer un gran esfuerzo físico: en ocasiones, temblaba en las escenas, comenzó a manifestar su enfermedad y finalmente falleció. No será hasta en la tercera entrega, en la que lo reemplaza el actor Michael Gambon (quien aparece interpretando a un Albus más joven, dentro del recuerdo del 16 de junio en el diario, que Tom Riddle muestra a Harry), cuando Albus empieza a hacer hechizos.

### Cuarto y quinto libro
En el cuarto libro, Harry Potter y el cáliz de fuego, Dumbledore presenta el Torneo de los Tres Magos, que tomaría lugar en Hogwarts. Cuando el hijo del señor Crouch, disfrazado de "Ojoloco", manipula el Cáliz de Fuego y este elige a Harry como cuarto campeón participante, Dumbledore le pregunta tranquilamente a Harry si este puso su nombre en el cáliz. Harry responde que no, y Dumbledore le cree.
Al final del libro, los temores de Dumbledore se vuelven realidad cuando Harry aparece fuera del último desafío del torneo, con el cadáver de Cedric Diggory. Alastor Moody se lleva a Harry aparte y le revela que él fue quien puso su nombre en el cáliz, y ahora Voldemort ha vuelto. Dumbledore aparece y descubre que Alastor Moody es en realidad Barty Crouch Junior, un mortífago. Luego, un dementor absorbe el alma de Barty Crouch, y no puede dar testimonio del regreso de Voldemort. El ministro de Magia, Cornelius Fudge, niega el regreso de Voldemort.
En Harry Potter y la Orden del Fénix, Dumbledore es expulsado del Winzengamot, de la Confederación Internacional de Magos y casi pierde su Orden de Merlín, Primera Clase, por sus discursos acerca del regreso de Voldemort. Mientras tanto, el Ministerio de Magia hace todo lo posible para desmentirlo a él y desmentir a Harry al respecto. Al comienzo del libro, Dumbledore ayuda a Harry para que no sea expulsado injustamente de Hogwarts, pero Harry se disgusta por el hecho de que el director no le habla, ni lo mira.
Durante el año en Hogwarts, el Ministerio crea el Decreto de Enseñanza 22, con lo que permite a Fudge poner a Dolores Umbridge como profesora de Defensa contra las Artes Oscuras, luego de que Dumbledore no pudo encontrar un profesor. A través de ella, Fudge gana poder en Hogwarts y hacia Dumbledore, de quien cree que está construyendo un ejército de magos para derrocar al Ministerio. Umbridge prohíbe la enseñanza práctica, haciendo que Harry, Ron y Hermione formen el Ejército de Dumbledore con otros amigos. Cuando Fudge se entera de esta organización, Dumbledore reconoce su responsabilidad y hace que lo expulsen como director por segunda vez, y es sustituido por Dolores Umbridge.
No se sabe acerca de Dumbledore en el resto del libro, hasta que la Orden del Fénix lucha contra mortífagos en el Departamento de Misterios. Dumbledore pelea personalmente con Voldemort, pero la lucha es interrumpida cuando el último desaparece, pues oficiales del Ministerio llegan al lugar de la batalla. El Ministerio acepta el regreso de Voldemort, y Dumbledore regresa como director y obtiene de nuevo todos sus títulos. Al final del libro, Dumbledore le explica a Harry que no lo había visto en todo el año por miedo a que Voldemort poseyera a Harry y tratara de hacerle daño a él, y que, cuando Harry era un bebé, Voldemort lo eligió a este como su igual por una profecía, y uno debe matar al otro al final.

### Sexto libro
En Harry Potter y el misterio del príncipe, Dumbledore llega a Privet Drive y se lleva a Harry para persuadir a un viejo colega, Horace Slughorn, para que retome el puesto como profesor de Pociones. Durante esto, Harry nota que la mano de Dumbledore está negra y débil.
Durante todo el año, Dumbledore le da clases especiales a Harry: le enseña, a través del pensadero, recuerdos de la juventud de Voldemort y le enseña cómo obtuvo poder. Además, le indica que Voldemort creó siete horrocruxes, fragmentos de su alma escondidos en objetos. Se deben destruir los horrocruxes antes de matar a Voldemort. Aparte, Harry le advierte a Dumbledore que un estudiante, Draco Malfoy, está tramando algo; sin embargo, Dumbledore se niega a hacer algo y menciona que ya ha tomado las medidas necesarias.
Más adelante, Harry se entera de que Severus Snape fue el que le reveló acerca de la profecía a Voldemort en sus años de mortífago, habiendo causado que Voldemort lo haya tratado de matar y haya asesinado a sus padres. Cuando Harry, enfurecido, le pregunta por qué confía que Snape ahora trabaje para el lado bueno, Dumbledore le responde que confía plenamente en Snape, y que nada cambiaría su forma de pensar. Dumbledore le menciona que luego de revelarle acerca de la profecía a Voldemort, Snape se arrepintió y trabajó para Dumbledore. Harry, sin embargo, no confía en su arrepentimiento.
Casi al final del libro, Dumbledore y Harry van a una cueva para recuperar un horrocrux. En la cueva, Dumbledore toma una poción para obtener el horrocrux, pero ésta lo vuelve loco y lo debilita, haciendo que grite. Aun así, Dumbledore consigue ahuyentar a cientos de inferi que surgieron del lago con un espectacular incendio, y después consigue, con la ayuda de Harry, escapar de la cueva. Al volver a Hogwarts, ven la Marca Tenebrosa sobre el castillo: los mortífagos han podido entrar, burlando las seguridades que Dumbledore había puesto. Harry y Dumbledore llegan a la Torre de Astronomía, al escuchar que llegaban mortifagos, Dumbledore petrifica a Harry debajo de su capa de invisibilidad, imposibilitando así cualquier participación del joven mago, pero manteniéndolo a su vez a salvo de los mortífagos.
Draco revela que el plan que Voldemort le ha puesto es el de matar a Dumbledore; sin embargo, no puede hacerlo. Varios mortífagos llegan y le dicen a Draco que lo mate rápidamente, pero no lo hace. Aparece Severus Snape y, cumpliendo un Juramento Inquebrantable que le había hecho a la madre de Draco, realiza la tarea que este no pudo: utiliza la maldición asesina contra Dumbledore; al caer de la torre de astronomía, Dumbledore muere. Snape huye con los mortífagos. Harry se da cuenta de que Snape siempre trabajó para Voldemort, y Dumbledore, quien siempre fue temido por Voldemort, fue asesinado por él.

### Séptimo libro
En Harry Potter y las reliquias de la Muerte, se revelan cosas de la juventud de Dumbledore jamás dichas. Aparte, Dumbledore le deja en su testamento a Harry la snitch que atrapó en su primer partido de Quidditch, y la espada de Gryffindor que Harry obtuvo en el segundo libro. Por otro lado, le deja a Ron Weasley un Apagador de plata (inventado por el mismo Dumbledore) y a Hermione Granger, un libro llamado Los cuentos de Beedle el Bardo, escrito en runas antiguas.
Dado que Dumbledore murió y el Ministerio de Magia cae, Severus Snape es nombrado director de Hogwarts por Voldemort, quien lo transforma en un colegio de magia tenebrosa, preparando a los alumnos a servirle en el poder de Voldemort.
Rita Skeeter escribe historias acerca de la juventud de Dumbledore. Al leerlas, Harry duda acerca del Dumbledore que una vez conoció. En su búsqueda de los horrocruxes, Harry llega a odiar a Dumbledore por no dejarle más explicaciones, y se siente frustrado por esto. Harry habla con Aberforth Dumbledore, el hermano de Albus, quien le cuenta más acerca de la juventud de este.
Casi al final del libro, Snape le entrega sus memorias a Harry, antes de morir, pues es asesinado por la serpiente de Voldemort, Nagini, pues este cree que de esa forma se haría dueño de la Varita de Saúco. Utilizando el pensandero de Dumbledore, Harry ve las memorias, y se da cuenta de quién era Snape en realidad: siempre había trabajado para Dumbledore, pues desde su juventud había estado enamorado de Lily Evans, la madre de Harry. Al revelarle acerca de la profecía a Voldemort, se arrepintió profundamente de esto, pues Voldemort fue a por Lily, James y Harry. Snape le había pedido a Dumbledore que los protegiera, pero aun así Voldemort pudo matar a Lily y a James pero, por la magia de su madre, Harry no murió. Snape le prometió a Dumbledore proteger a Harry. Snape protegió a Harry y, aunque lo trataba mal (pues era muy parecido a James, que fue odiado por Snape, especialmente por haberse casado con Lily), siempre lo libró de todo daño posible, especialmente porque los ojos de Harry eran iguales a los de su madre, que hacía que Snape no dejara de cumplir la promesa de protegerlo.
Con aquellas memorias, también se revela que Dumbledore había descubierto que el Anillo de Gaunt, que había sido transformado en un horrocrux, también era la Piedra de Resurrección, una de las reliquias de la Muerte. Dumbledore deseaba hablar con sus padres y su hermana, pero al ponerse el anillo la maldición del horrocrux le cayó, dándole menos de un año de vida. Dumbledore le pidió a Snape que él lo matara personalmente para evitarle el dolor y la agonía de la maldición, y también para que Draco no lo hiciera, pues su alma aún estaba intacta.
Harry también aprende con aquellos recuerdos que él mismo es un horrocrux: un fragmento del alma de Voldemort cayó en él cuando Voldemort trató de matarlo de bebé. Harry se sacrifica por los demás: va al Bosque Prohibido y usa la Piedra de Resurrección escondida en la snitch que Dumbledore le había dejado. Aparecen los fantasmas de Lily Potter, James Potter, Sirius Black y Remus Lupin (que había muerto recientemente en la batalla que tenía lugar en Hogwarts en ese momento) y le dicen que no lo obligarán a sacrificarse, que saben que hará lo correcto. Harry va a donde está Voldemort, y deja que lo asesine.

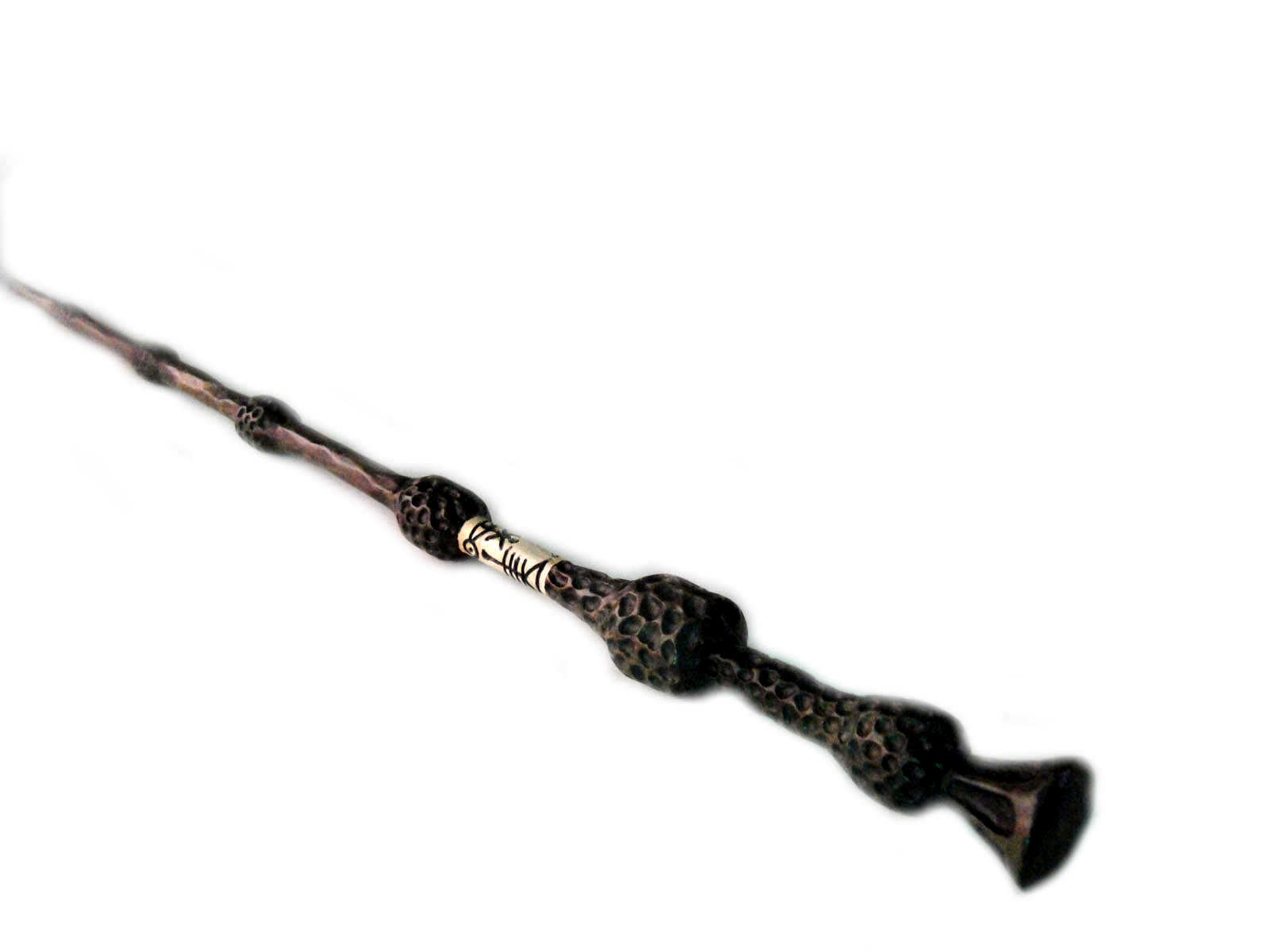
La Varita de Saúco, tal y como apareció en las adaptaciones cinematográficas.

Cuando lo asesinan, Harry aparece en un lugar entre la vida y la muerte (que Harry visualiza como la estación King's Cross); Harry se da cuenta de que por algún motivo no tiene anteojos, ropa ni ninguna de sus cicatrices, y Dumbledore aparece junto a él. En este momento, Dumbledore le explica que, como Voldemort tiene la sangre de Harry, este no puede morir mientras Voldemort viva. En este lugar, Dumbledore le dice a Harry de todo lo que se arrepiente, especialmente de no saber si fue su hechizo el que mató a su hermana. También le cuenta sobre las reliquias de la Muerte, su familia, etcétera. Le dice que él debe decidir si volver al mundo real, para quizá poder detener a Voldemort finalmente, o quedarse en ese tentador lugar, donde no había dolor, heridas ni muerte, y decide volver. Harry despierta y se encuentra a sí mismo en el bosque y, con la ayuda de Narcisa Malfoy, se hace pasar por un cadáver para tomar a Voldemort de sorpresa. Hagrid lleva su cuerpo a Hogwarts obligado por Voldemort; al llegar allí, se reanuda la batalla. Luego de muchas muertes, tanto de mortífagos como de alumnos, Harry revela que está vivo y enfrenta a Voldemort. Harry le revela que él es el poseedor de la Varita de Saúco: Draco le había quitado la varita a Dumbledore, y más tarde Harry le quita a Draco la suya. Con todos los horrocruxes destruidos (Nagini fue el último de ellos), Harry se enfrenta a Voldemort, repitiendo el poderoso choque de avada kedavra con expelliarmus, que se ejecutó cuando Voldemort regresó, pero la Varita de Saúco en manos de Voldemort se niega a matar a Harry, su dueño, y el maleficio asesino rebota, con lo que se da fin de una vez a la vida de Tom Riddle.
Harry habla con el retrato de Dumbledore acerca de lo que haría con las reliquias de la Muerte: conservaría la capa, pero la Piedra la esconde en el bosque prohibido, sin ninguna intención de recuperarla, y devolvería la varita a su tumba (la de Dumbledore), luego de reparar su propia varita; la que lo escogió.
En el epílogo del libro, Harry está casado con Ginny Weasley, y tiene tres hijos. Su primer hijo se llama James Sirius Potter, en honor al padre de Harry, James Potter, y al padrino de Harry, Sirius Black; su segundo hijo se llama Albus Severus, en honor a Albus Dumbledore y a Severus Snape, ambos antiguos directores de Hogwarts, y su tercera hija se llama Lily Luna Potter, en honor a la madre de Harry, Lily Potter, que murió a manos de lord Voldemort, y de Luna, por su gran amiga Luna Lovegood.

### Galería de intérpretes

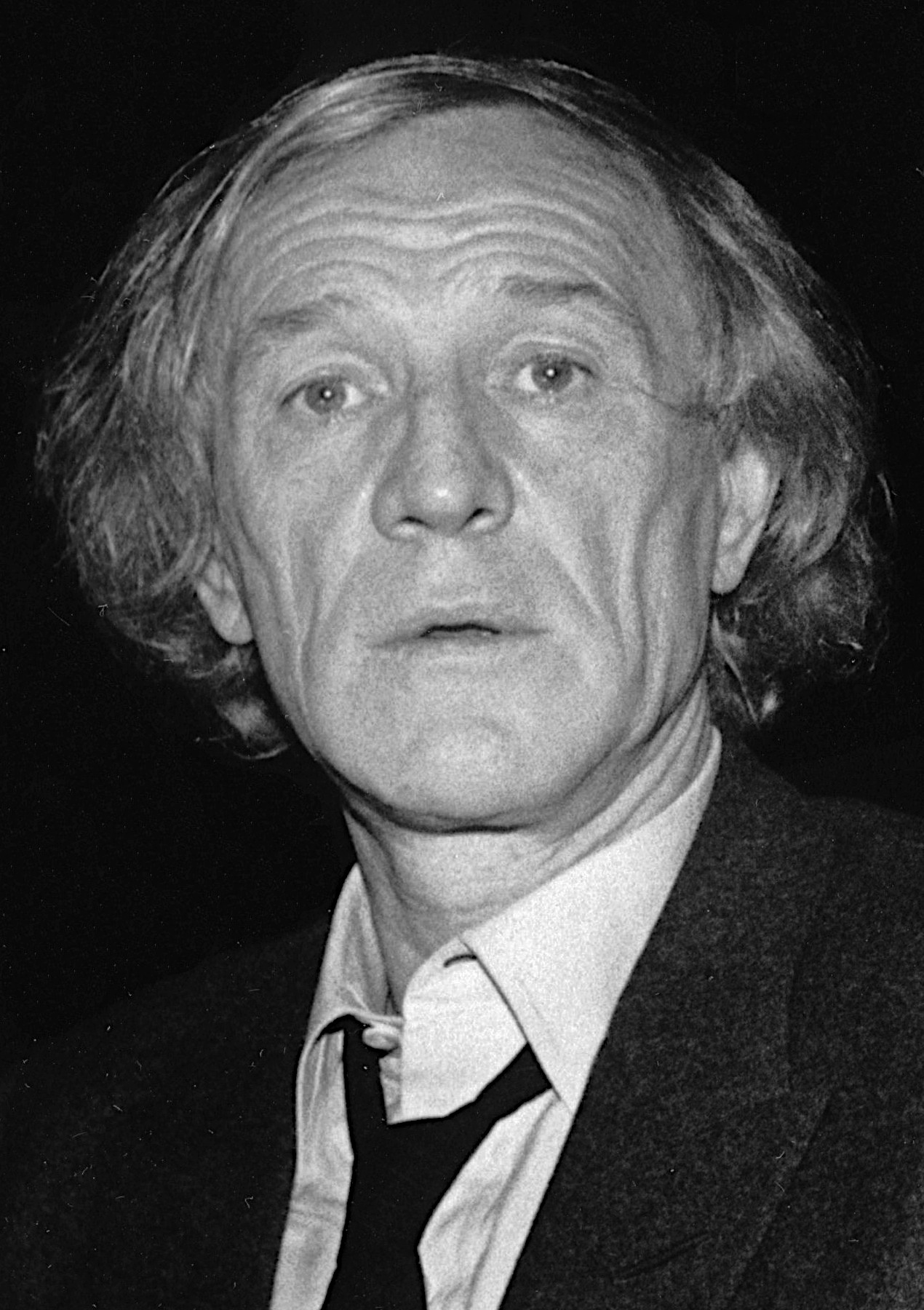
Richard Harris fue el primer actor que representó al personaje, en las dos primeras adaptaciones fílmicas.
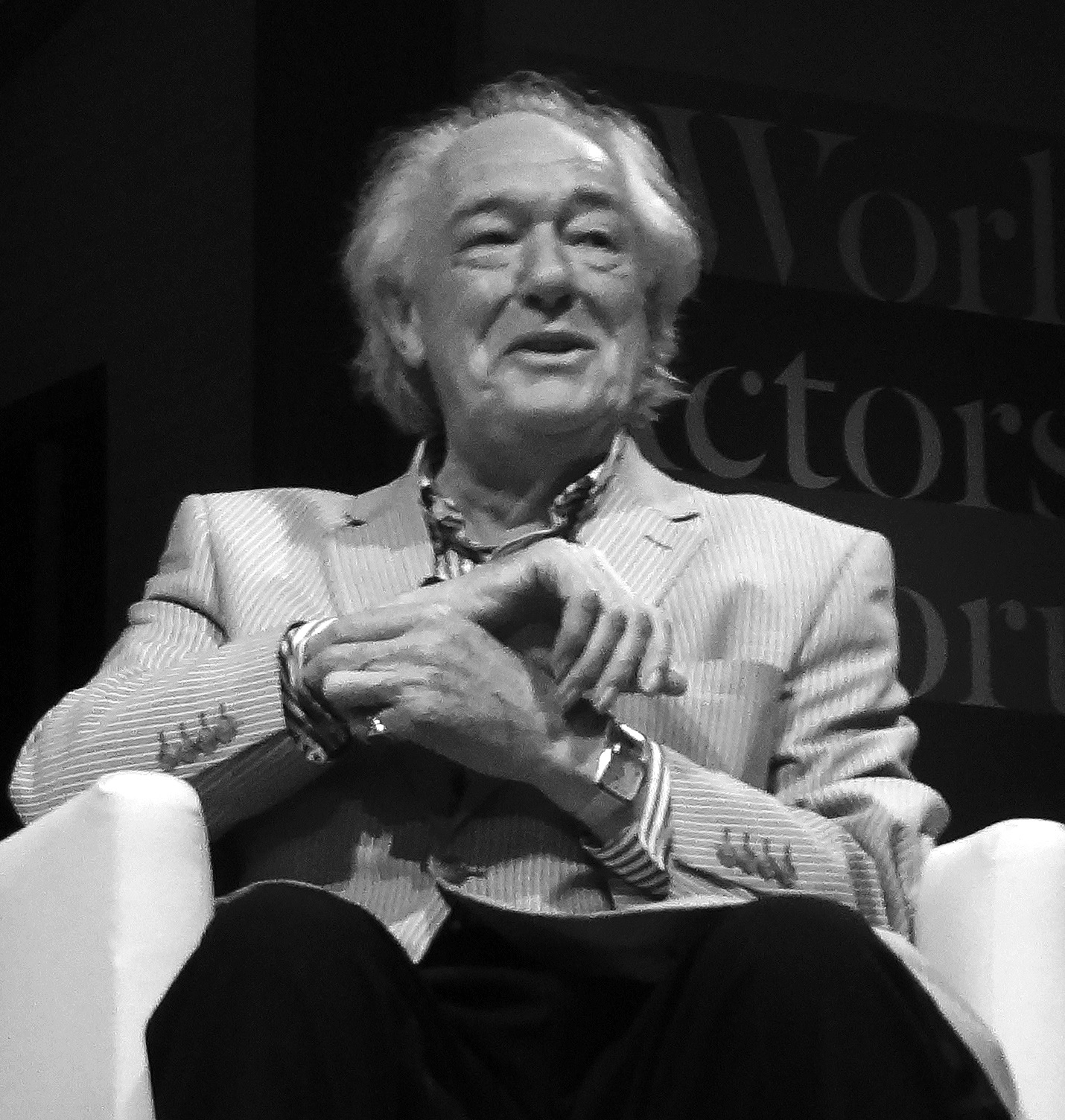
Michael Gambon fue el actor que lo representó en el resto de la saga cinematográfica.
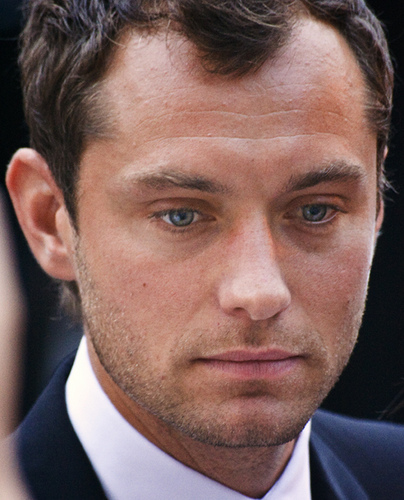
Jude Law representó una versión juvenil del personaje en la segunda saga basada en el universo mágico.
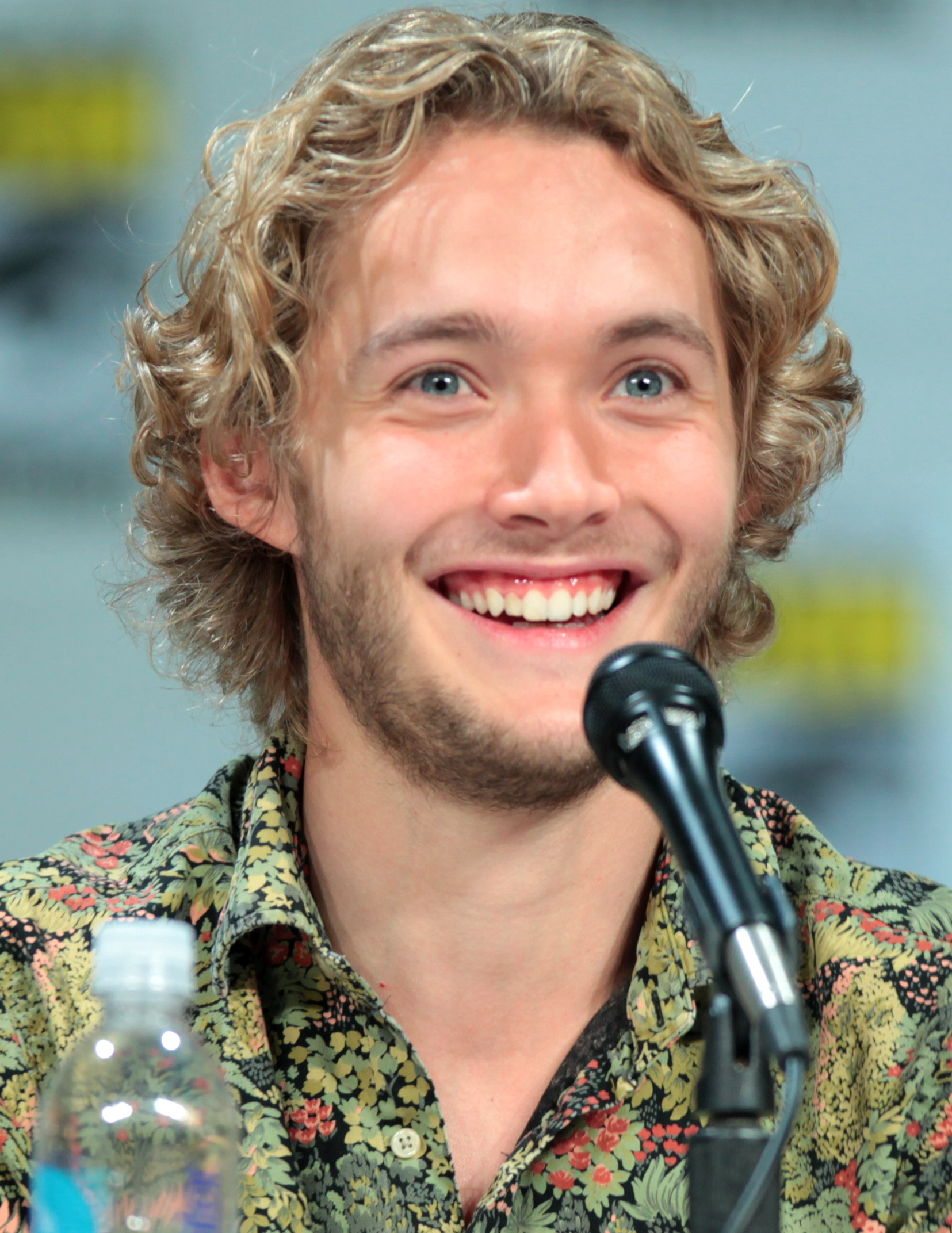
Toby Regbo también mostró una faceta juvenil del personaje, en los flashbacks incluidos dentro de Harry Potter y las reliquias de la Muerte: parte 1 y Animales fantásticos: Los crímenes de Grindelwald.